# Gran Premio degli Stati Uniti d'America 2004
Il Gran Premio degli Stati Uniti 2004 è stato un Gran Premio di Formula 1 disputato il 20 giugno 2004 in un circuito ricavato all'interno dell'Indianapolis Motor Speedway. La gara fu vinta da Michael Schumacher su Ferrari, davanti al compagno di squadra Rubens Barrichello e a Takuma Satō su BAR-Honda.

## Vigilia

### Aspetti sportivi
Risolto il contenzioso che aveva bloccato i pagamenti dei suoi sponsor, Giorgio Pantano riprese il suo posto alla guida della Jordan. Timo Glock, che aveva sostituito il pilota italiano nel precedente Gran Premio del Canada, riprese il suo posto di terzo pilota per la scuderia britannica.

### Aspetti tecnici
Con solo una settimana di pausa dal precedente Gran Premio del Canada, la maggior parte delle scuderie si limitò a delle modifiche di dettaglio delle proprie monoposto, in previsione di aggiornamenti più cospicui al ritorno in Europa. In particolare, le squadre optarono quasi tutte per degli assetti con un basso carico aerodinamico, in parte riadattando soluzioni impiegate nella gara canadese.

## Prove libere

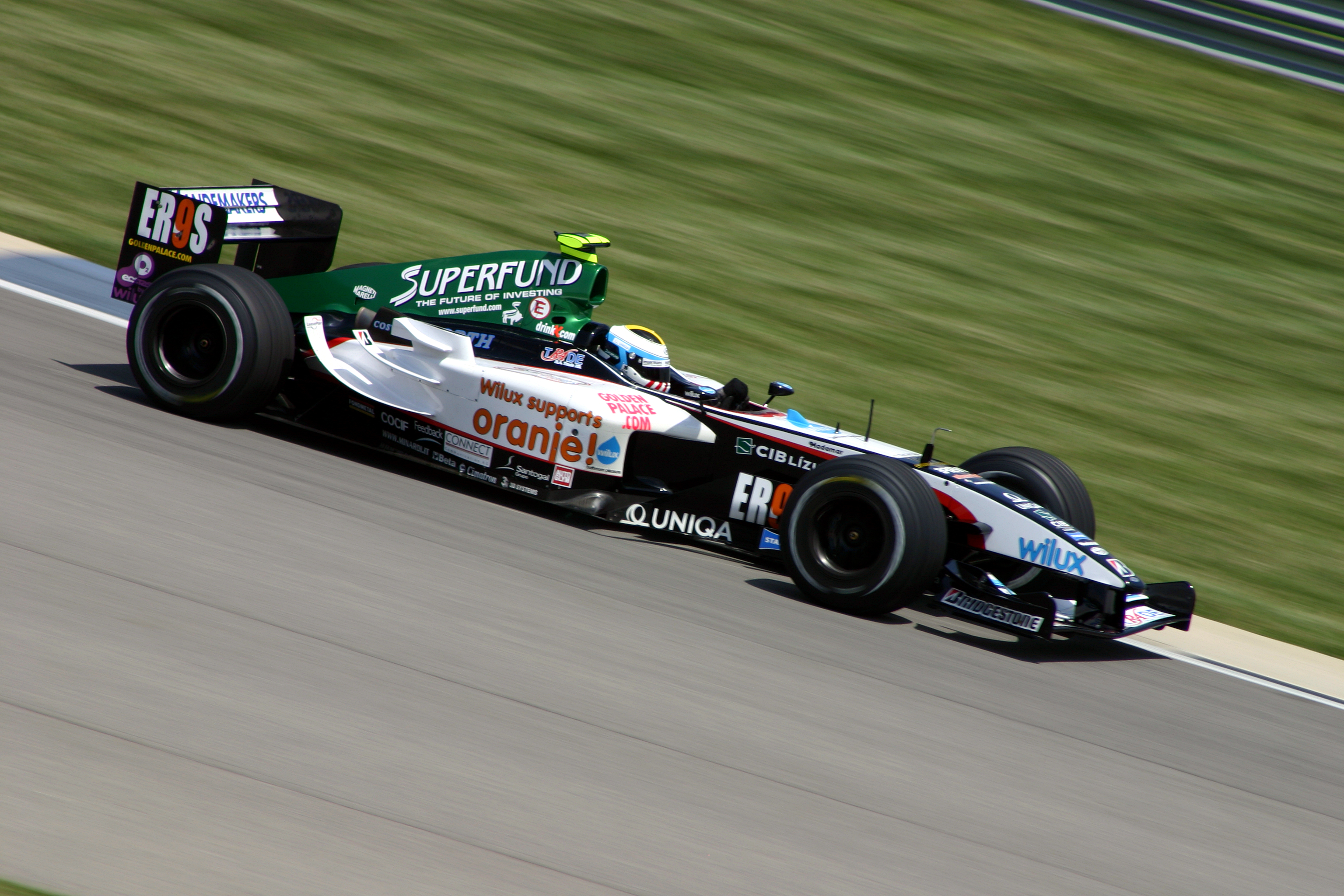
Zsolt Baumgartner alla guida della sua Minardi PS04B. Il pilota ungherese conquistò il primo arrivo a punti per la Minardi dal Gran Premio d'Australia 2002.

Come nelle gare precedenti, BAR, Jaguar, Toyota, Jordan e Minardi schierarono in pista una terza vettura (affidata rispettivamente a Anthony Davidson, Björn Wirdheim, Ricardo Zonta, Timo Glock e Bas Leinders) nelle due sessioni di prove libere del venerdì.
I tempi migliori nella prima sessione di prove libere di venerdì furono i seguenti:
| Pos | Nº | Pilota             | Costruttore | Tempo    |
| --- | -- | ------------------ | ----------- | -------- |
| 1   | 2  | Rubens Barrichello | Ferrari     | 1'11"354 |
| 2   | 1  | Michael Schumacher | Ferrari     | 1'11"619 |
| 3   | 35 | Anthony Davidson   | BAR - Honda | 1'11"693 |

I tempi migliori nella seconda sessione di prove libere di venerdì furono i seguenti:
| Pos | Nº | Pilota             | Costruttore    | Tempo    |
| --- | -- | ------------------ | -------------- | -------- |
| 1   | 2  | Rubens Barrichello | Ferrari        | 1'10"365 |
| 2   | 35 | Anthony Davidson   | BAR - Honda    | 1'10"967 |
| 3   | 3  | Juan Pablo Montoya | Williams - BMW | 1'10"982 |

I tempi migliori nella prima sessione di prove libere di sabato furono i seguenti:
| Pos | Nº | Pilota             | Costruttore | Tempo    |
| --- | -- | ------------------ | ----------- | -------- |
| 1   | 2  | Rubens Barrichello | Ferrari     | 1'10"911 |
| 2   | 9  | Jenson Button      | BAR - Honda | 1'11"071 |
| 3   | 1  | Michael Schumacher | Ferrari     | 1'11"207 |

I tempi migliori nella seconda sessione di prove libere di sabato furono i seguenti:
| Pos | Nº | Pilota             | Costruttore | Tempo    |
| --- | -- | ------------------ | ----------- | -------- |
| 1   | 9  | Jenson Button      | BAR - Honda | 1'10"056 |
| 2   | 1  | Michael Schumacher | Ferrari     | 1'10"199 |
| 3   | 10 | Takuma Satō        | BAR - Honda | 1'10"251 |

## Qualifiche

### Resoconto
La Ferrari dominò le qualifiche, con Barrichello in pole position davanti al compagno di squadra Michael Schumacher. La seconda fila fu occupata dalle BAR - Honda di Sato e Button, mentre Montoya e Ralf Schumacher su Williams ottennero il quinto e sesto tempo. Räikkönen aprì la quarta fila davanti a Panis, Alonso e Webber.
Rimase in fondo al gruppo Jarno Trulli, fermato da un guasto al cambio durante il giro di lancio e costretto a rinunciare al suo tentativo.

### Risultati
| Pos | No | Pilota               | Costruttore        | Pneumatici | Prequalifiche | Qualifiche  | Distacco |
| --- | -- | -------------------- | ------------------ | ---------- | ------------- | ----------- | -------- |
| 1   | 2  | Rubens Barrichello   | Ferrari            | B          | 1'09"454      | 1'10"223    |          |
| 2   | 1  | Michael Schumacher   | Ferrari            | B          | 1'10"129      | 1'10"400    | +0"177   |
| 3   | 10 | Takuma Satō          | BAR - Honda        | M          | 1'10"002      | 1'10"601    | +0"378   |
| 4   | 9  | Jenson Button        | BAR - Honda        | M          | 1'10"115      | 1'10"820    | +0"597   |
| 5   | 3  | Juan Pablo Montoya   | Williams - BMW     | M          | 1'09"824      | 1'11"062    | +0"739   |
| 6   | 4  | Ralf Schumacher      | Williams - BMW     | M          | 1'10"003      | 1'11"106    | +0"883   |
| 7   | 6  | Kimi Räikkönen       | McLaren - Mercedes | M          | 1'11"415      | 1'11"137    | +0"914   |
| 8   | 17 | Olivier Panis        | Toyota             | M          | 1'09"923      | 1'11"177    | +0"944   |
| 9   | 8  | Fernando Alonso      | Renault            | M          | 1'10"078      | 1'11"185    | +0"962   |
| 10  | 14 | Mark Webber          | Jaguar - Cosworth  | M          | 1'11"444      | 1'11"286    | +1"063   |
| 11  | 16 | Cristiano da Matta   | Toyota             | M          | 1'10"108      | 1'11"691    | +1"468   |
| 12  | 5  | David Coulthard      | McLaren - Mercedes | M          | 1'11"068      | 1'12"026    | +1"803   |
| 13  | 15 | Christian Klien      | Jaguar - Cosworth  | M          | 1'11"777      | 1'12"170    | +1"947   |
| 14  | 11 | Giancarlo Fisichella | Sauber - Petronas  | B          | 1'10"997      | 1'12"470    | +2"247   |
| 15  | 12 | Felipe Massa         | Sauber - Petronas  | B          | 1'11"315      | 1'12"721    | +2"498   |
| 16  | 18 | Nick Heidfeld        | Jordan - Cosworth  | B          | 1'12"329      | 1'13"147    | +2"924   |
| 17  | 19 | Giorgio Pantano      | Jordan - Cosworth  | B          | 1'12"017      | 1'13"375    | +3"152   |
| 18  | 20 | Gianmaria Bruni      | Minardi - Cosworth | B          | 1'13"776      | 1'14"010    | +3"787   |
| 19  | 21 | Zsolt Baumgartner    | Minardi - Cosworth | B          | 1'14"396      | 1'14"812    | +4"589   |
| 20  | 7  | Jarno Trulli         | Renault            | M          | 1'10"559      | Senza tempo | /        |

## Gara

### Resoconto

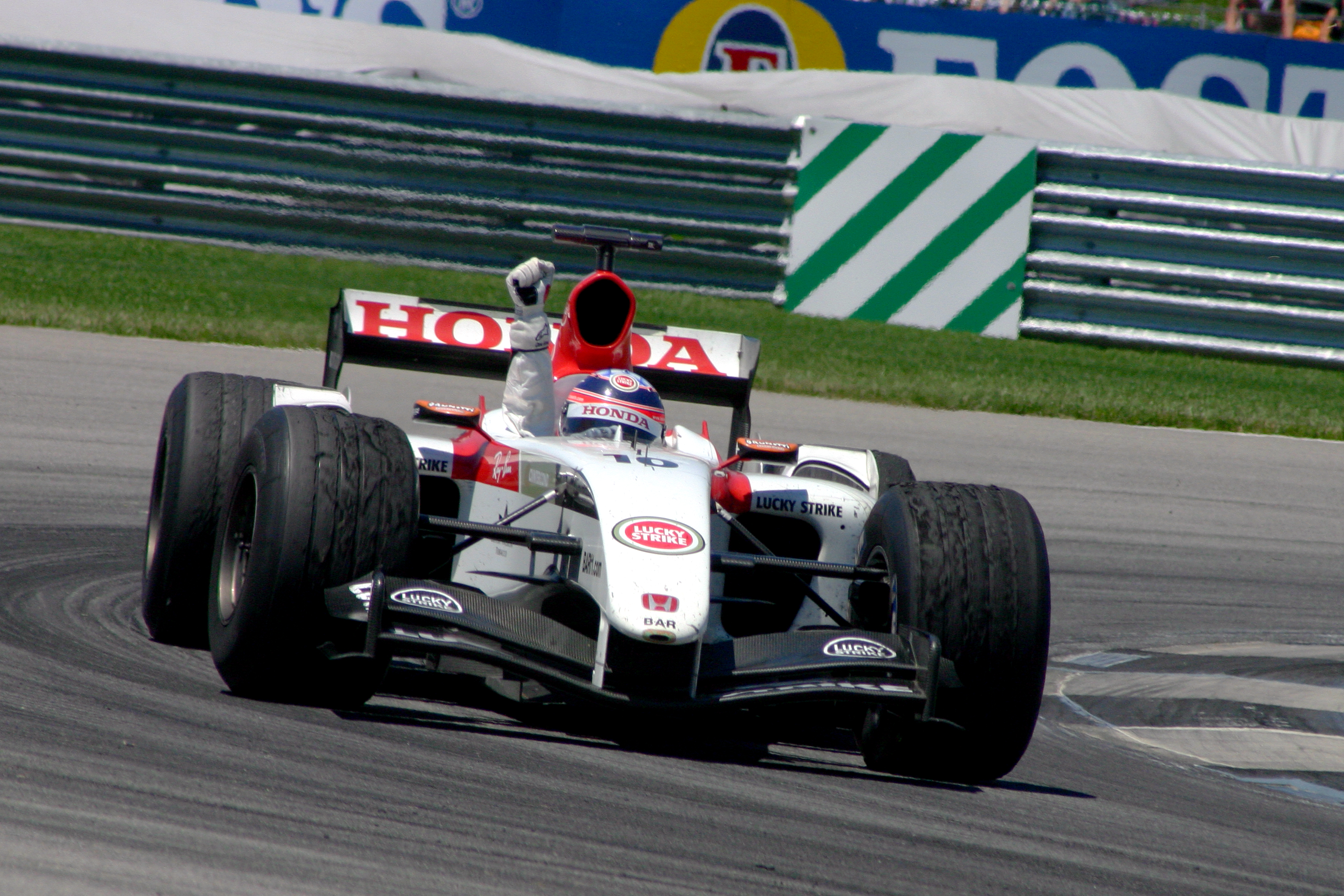
L'esultanza di Takuma Sato, al primo ed unico podio in carriera.

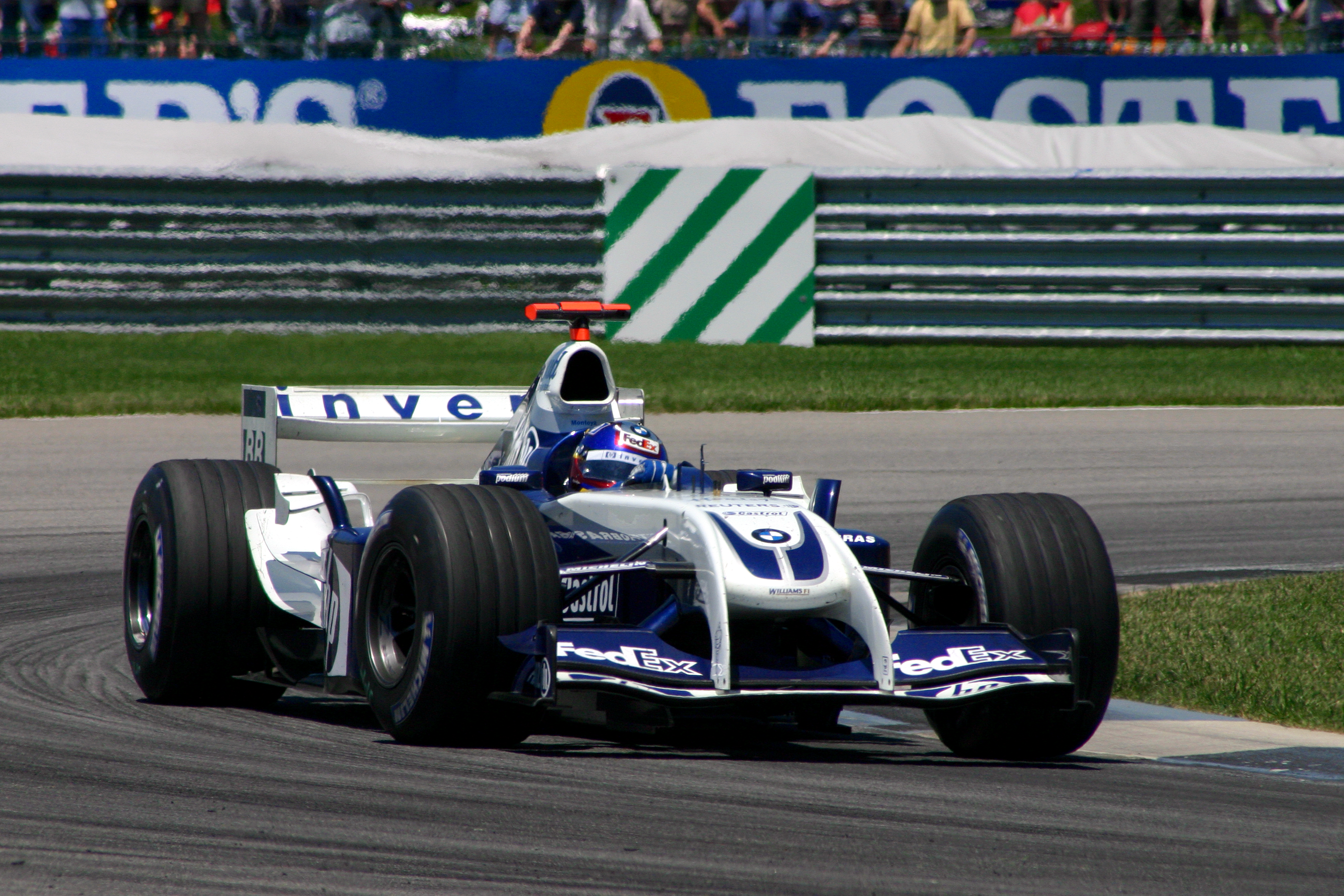
Juan Pablo Montoya alla guida della sua Williams. Al pilota colombiano fu esposta la bandiera nera per aver sostituito la propria monoposto a meno di 15 secondi dall'avvio della procedura di partenza.

Sulla griglia di partenza Juan Pablo Montoya non riuscì ad avviare la sua monoposto per via di un problema tecnico. Il colombiano scese dalla vettura e raggiunse i box, da dove prese il via con il muletto. La sostituzione della vettura avvenne però quando mancavano meno di quindici secondi all'avvio della procedura di partenza e per questo il pilota della Williams venne poi squalificato nel corso del 57º giro.
Al via scattarono bene le due Ferrari, con Rubens Barrichello che mantenne al testa della corsa davanti a Michael Schumacher. Alle loro spalle si inserì Alonso, che sfilò diversi piloti all'esterno conquistando la terza posizione. A centro gruppo, Cristiano da Matta rallentò per evitare un contatto col suo compagno di squadra, venendo però a sua volta tamponato da Christian Klien. L'incidente coinvolse anche Massa, Pantano e Bruni, che si ritirarono immediatamente. Da Matta raggiunse i box, ma la sua vettura aveva riportato dei danni irreparabili al cambio, che lo costrinsero al ritiro poco dopo.
Per permettere ai commissari di pulire la pista dai detriti e rimuovere le vetture incidentate, entrò in pista la safety car. Dietro alla vettura di sicurezza si accodarono, nell'ordine, Barrichello, Schumacher, Alonso, Sato, Räikkönen, Button, Ralf Schumacher e Panis. La safety car rientrò ai box al 5º giro: alla ripartenza Michael Schumacher attaccò il compagno di squadra, affiancandolo sul rettilineo d'arrivo e superandolo alla prima curva. Il pilota tedesco transitò sotto il traguardo staccato di appena tredici millesimi da Barrichello, non violando quindi la regola che imponeva ai piloti di conservare le posizioni fino alla linea di arrivo dopo l'uscita di scena della safety car.
Più indietro, Alonso mantenne la posizione su Sato. All'ottavo giro, però, sulla vettura dello spagnolo esplose lo pneumatico posteriore destro, forse a causa di detriti rimasti sul tracciato dopo la collisione al via. Il pilota della Renault perse il controllo della sua monoposto, che però si fermò nell'ampia via di fuga della prima curva, senza impattare contro le barriere. Un giro più tardi, sulla vettura di Ralf Schumacher si forò la gomma posteriore sinistra, probabilmente sempre a causa di un detrito: il tedesco finì in testacoda e sbatté contro il muretto dell'ultima curva prima del traguardo. L'urto, avvenuto con la parte posteriore della monoposto, fu molto violento e Ralf Schumacher fu portato in ospedale, dove non gli furono diagnosticate lesioni gravi. Per permettere i soccorsi al pilota tedesco e rimuovere la sua vettura, ferma a centro pista, fu nuovamente impiegata la safety car. Ne approfittarono per anticipare il primo rifornimento quasi tutti i piloti, con l'eccezione di Sato, Button, Montoya e Webber. Tuttavia, la scelta di questi piloti non pagò pienamente perché il tempo risparmiato con la sosta in meno fu compensato da quello perso per attraversare il tratto di pista disseminato di detriti; inoltre le operazioni di ripristino della pista si protrassero a lungo, tanto che Webber dovette effettuare la propria sosta con la safety car ancora in pista, scivolando in ultima posizione. Michael Schumacher mantenne, quindi, la prima posizione, mentre Barrichello scivolò al settimo posto, avendo dovuto accodarsi al compagno di squadra nei box.
La safety car tornò ai box al 19º passaggio, lasciando Michael Schumacher davanti a Sato, Button, Montoya, Räikkönen, Barrichello, Trulli e Panis. Alla ripartenza non ci furono sorpassi, ma Sato e Button, alla guida di vetture piuttosto leggere, riuscirono a tenere il ritmo di Michael Schumacher. I due rifornirono rispettivamente al 25º ed al 24º giro, tornando in pista a centro gruppo. Il pilota inglese si ritirò tre tornate più tardi per la rottura del motore, mentre Sato, tornato in pista nelle retrovie, superò in sequenza Coulthard, Fisichella e Heidfeld, portandosi rapidamente al sesto posto. Al 35º passaggio rifornì Montoya, risalito fino alla seconda posizione. Michael Schumacher continuò a condurre davanti a Barrichello, Trulli, Panis, Sato, Montoya e Heidfeld. Nel frattempo, Räikkönen fu costretto due volte ai box per riempire d'aria il sistema pneumatico di apertura delle valvole, scivolando nelle retrovie.
Al 39º giro Sato superò Panis, portandosi in quarta posizione. Tre tornate più tardi rifornì Michael Schumacher, che tornò in pista in terza posizione. Nei giri successivi rientrarono ai box anche Sato, Trulli e Panis; al 50º passaggio fu il turno di Barrichello, che si inserì appena dietro al compagno di squadra. Dopo il pit stop del brasiliano, Michael Schumacher tornò in testa davanti a Barrichello, Montoya, Trulli, Sato, Panis, Webber, Räikkönen e Coulthard (costretto ad una sosta addizionale ai box per rimuovere un detrito dalla propria monoposto). Il pilota colombiano della Williams rifornì nuovamente al 57º giro, rientrando in pista al quinto posto. Subito dopo gli venne però esposta la bandiera nera, per aver abbandonato la griglia di partenza a meno di quindici secondi dall'avvio della procedura del via; a fine gara fu messa in discussione la lentezza dei commissari nel prendere questa decisione.
Al 60º passaggio si ritirò Webber per un problema al motore: rimasero quindi in gara appena nove piloti. Un giro dopo Sato superò Trulli, portandosi in terza posizione. Negli ultimi giri Fisichella fu costretto a rallentare per un problema idraulico; passò quindi in ottava posizione Baumgartner. Non ci furono altri cambi di posizione, nonostante una rimonta finale di Panis nei confronti di Trulli, e Michael Schumacher ottenne la sua ottava vittoria stagionale davanti a Barrichello e Sato. Per il pilota della BAR-Honda si trattò del primo ed unico podio in carriera, nonché primo nipponico a salirci dopo Aguri Suzuki nel Gran Premio del Giappone 1990. Completarono il gruppo dei piloti all'arrivo Trulli, Panis, Räikkönen, Coulthard e Baumgartner. Quest'ultimo fu il primo pilota ungherese a segnare punti nella storia della Formula 1 e riportò in zona punti la Minardi per la prima volta dal Gran Premio d'Australia 2002.

### Risultati
| Pos          | No | Pilota               | Costruttore        | Pneumatici | Giri | Tempo/Ritiro e posizione al ritiro | Partenza | Punti |
| ------------ | -- | -------------------- | ------------------ | ---------- | ---- | ---------------------------------- | -------- | ----- |
| 1            | 1  | Michael Schumacher   | Ferrari            | B          | 73   | 1h 40'29"914                       | 2        | 10    |
| 2            | 2  | Rubens Barrichello   | Ferrari            | B          | 73   | +2"950                             | 1        | 8     |
| 3            | 10 | Takuma Satō          | BAR - Honda        | M          | 73   | +22"036                            | 3        | 6     |
| 4            | 7  | Jarno Trulli         | Renault            | M          | 73   | +34"544                            | 20       | 5     |
| 5            | 17 | Olivier Panis        | Toyota             | M          | 73   | +37"534                            | 8        | 4     |
| 6            | 6  | Kimi Räikkönen       | McLaren - Mercedes | M          | 72   | +1 giro                            | 7        | 3     |
| 7            | 5  | David Coulthard      | McLaren - Mercedes | M          | 72   | +1 giro                            | 12       | 2     |
| 8            | 21 | Zsolt Baumgartner    | Minardi - Cosworth | B          | 70   | +3 giri                            | 19       | 1     |
| 9            | 11 | Giancarlo Fisichella | Sauber - Petronas  | B          | 65   | Idraulica (8°)                     | 14       |       |
| Ritirato     | 14 | Mark Webber          | Jaguar - Cosworth  | M          | 60   | Perdita olio (6°)                  | 10       |       |
| Ritirato     | 18 | Nick Heidfeld        | Jordan - Cosworth  | B          | 43   | Motore (11°)                       | 16       |       |
| Squalificato | 3  | Juan Pablo Montoya   | Williams - BMW     | M          | 57   | Bandiera nera (5°)                 | 5        |       |
| Ritirato     | 9  | Jenson Button        | BAR - Honda        | M          | 26   | Cambio                             | 4        |       |
| Ritirato     | 16 | Cristiano da Matta   | Toyota             | M          | 17   | Cambio (14°)                       | 11       |       |
| Ritirato     | 4  | Ralf Schumacher      | Williams - BMW     | M          | 9    | Foratura/incidente (6°)            | 6        |       |
| Ritirato     | 8  | Fernando Alonso      | Renault            | M          | 8    | Foratura/incidente (3°)            | 9        |       |
| Ritirato     | 15 | Christian Klien      | Jaguar - Cosworth  | M          | 0    | Incidente alla partenza            | 13       |       |
| Ritirato     | 12 | Felipe Massa         | Sauber - Petronas  | B          | 0    | Incidente alla partenza            | 15       |       |
| Ritirato     | 19 | Giorgio Pantano      | Jordan - Cosworth  | B          | 0    | Incidente alla partenza            | 17       |       |
| Ritirato     | 20 | Gianmaria Bruni      | Minardi - Cosworth | B          | 0    | Incidente alla partenza            | 18       |       |

## Classifiche

### Piloti
| Pos. | Pilota               | Punti |
| ---- | -------------------- | ----- |
| 1    | Michael Schumacher   | 80    |
| 2    | Rubens Barrichello   | 62    |
| 3    | Jenson Button        | 44    |
| 4    | Jarno Trulli         | 41    |
| 5    | Fernando Alonso      | 25    |
| 6    | Juan Pablo Montoya   | 24    |
| 7    | Takuma Satō          | 14    |
| 8    | Ralf Schumacher      | 12    |
| 9    | Giancarlo Fisichella | 10    |
| 10   | David Coulthard      | 9     |
| 11   | Kimi Räikkönen       | 8     |
| 12   | Felipe Massa         | 5     |
| 12   | Olivier Panis        | 5     |
| 14   | Cristiano da Matta   | 3     |
| 14   | Mark Webber          | 3     |
| 14   | Nick Heidfeld        | 3     |
| 17   | Timo Glock           | 2     |
| 18   | Zsolt Baumgartner    | 1     |

### Costruttori
| Pos. | Team               | Punti |
| ---- | ------------------ | ----- |
| 1    | Ferrari            | 142   |
| 2    | Renault            | 66    |
| 3    | BAR - Honda        | 58    |
| 4    | Williams - BMW     | 36    |
| 5    | McLaren - Mercedes | 17    |
| 6    | Sauber - Petronas  | 15    |
| 7    | Toyota             | 8     |
| 8    | Jordan - Ford      | 5     |
| 9    | Jaguar - Cosworth  | 3     |
| 10   | Minardi - Cosworth | 1     |